# Omar Acedo
Omar Rafael Acedo Sánchez (Maracaibo; 21 de febrero de 1984) conocido artísticamente como Omar Acedo, es un cantante, actor, locutor y productor musical del género urbano. Conocido por pertenecer a agrupaciones musicales venezolanas como Salserín y Calle Ciega. Tras su separación de estas agrupaciones, años después se dio a conocer a nivel nacional con su sencillo «Solo contigo», el cual alcanzó el puesto número 1 en radios nacionales.

## Biografía
Omar Rafael Acedo Sánchez nacido el 21 de febrero de 1984 en Maracaibo, Zulia es hijo de Omar Acedo Valero y de Tibisay Sánchez de Acedo. Tiene dos hermanas.
En 1998 se integró a la orquesta venezolana Salserín en sustitución del vocalista René Velasco. En esta agrupación se dio a conocer como Willy Sáez, y se dio a destacar por sencillos como «Niño tímido» y «Morena». En 2001, luego de disolverse la agrupación, formó un proyecto llamado «Nivel 3» junto con dos exintegrantes de la orquesta, debido al mal asesoramiento que tuvo el proyecto no funcionó. Sus planes como solista se interrumpieron tras su ingreso a la agrupación Bacanos. En 2007 se retira de Bacanos y también formó parte de la agrupación Calle Ciega sustituyendo al cantante Nacho hasta 2009. Y en 2010 recomienza su carrera musical como solista  . En 2020 se casó con Daniella Cabello.
El 8 de junio del 2025, Acedo fue elegido internamente para representar a Venezuela en Intervision 2025.